# ایگور رادرزا
ایگور رادرزا (انگلیسی: Igor Radrezza؛ زادهٔ ۶ ژوئن ۱۹۹۳) بازیکن فوتبال اهل ایتالیا است.
از باشگاه‌هایی که در آن بازی کرده‌است می‌توان به باشگاه فوتبال پادوا و باشگاه فوتبال مونتسا اشاره کرد.